# Pleurobrachia globosa
Pleurobrachia globosa är en kammanetart som beskrevs av Moser. Pleurobrachia globosa ingår i släktet Pleurobrachia och familjen Pleurobrachiidae. Inga underarter finns listade i Catalogue of Life.